# Шињ
Шињ (фр. Chuignes) насеље је и општина у североисточној Француској у региону Пикардија, у департману Сома која припада префектури Перон.
По подацима из 2011. године у општини је живело 125 становника, а густина насељености је износила 27,41 становника/km². Општина се простире на површини од 4,56 km². Налази се на средњој надморској висини од 80 метара (максималној 87 m, а минималној 41 m).

## Демографија
| 1962. | 1968. | 1975. | 1982. | 1990. | 1999. | 2011. |
| ----- | ----- | ----- | ----- | ----- | ----- | ----- |
| 194   | 197   | 168   | 148   | 136   | 127   | 125   |

График промене броја становника у току последњих година